# 精巣上体

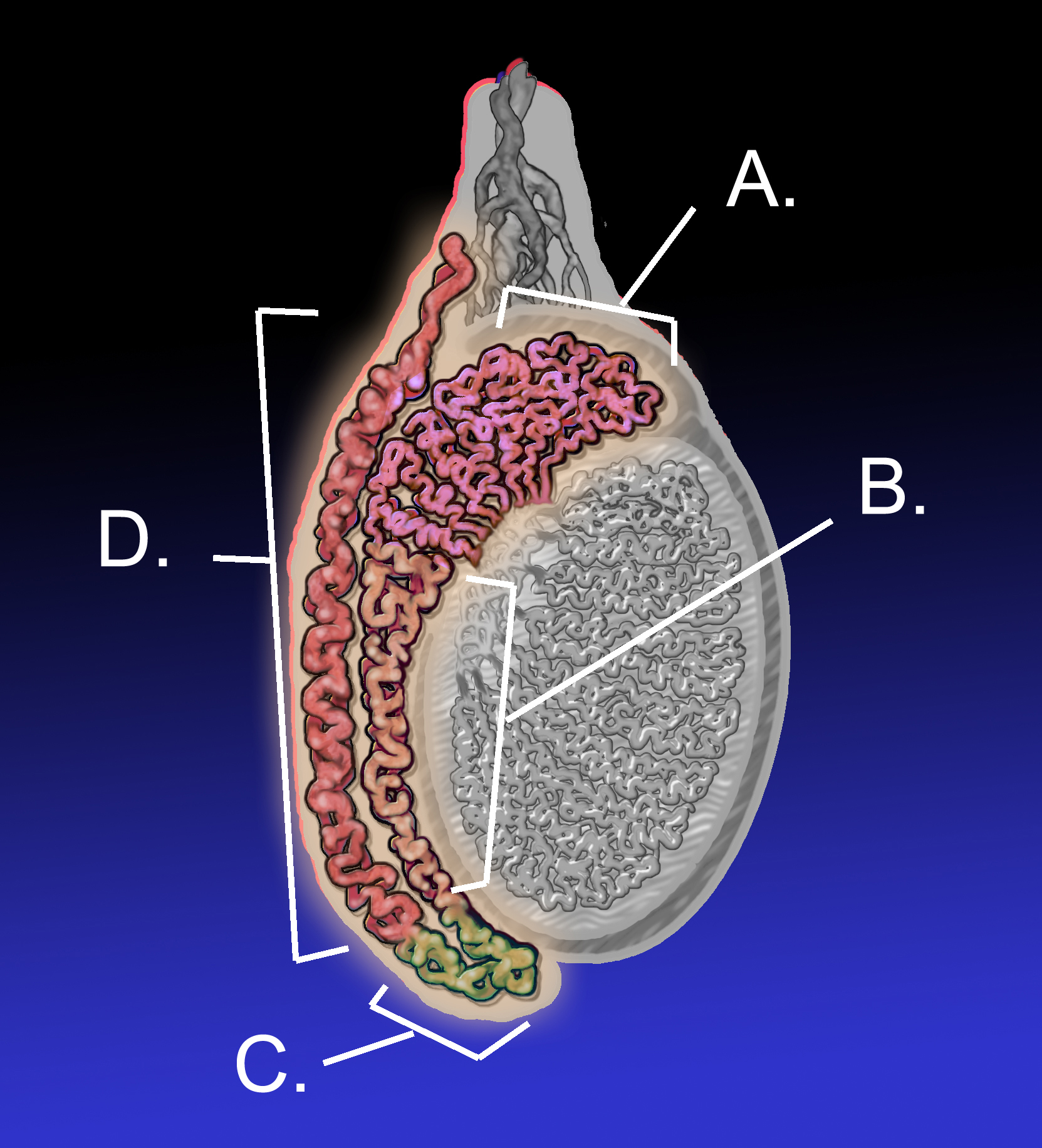
A. 精巣上体頭 B. 精巣上体体 C. 精巣上体尾 D. 輸精管

精巣上体（せいそうじょうたい、英: epididymis）は、精巣を構成する器官の1つ。副睾丸とも呼ばれる。ヒトの場合、ここで最大10億ほどの精子が貯蔵できると考えられている。生殖管の始部をなし、精巣からの精子を精管へ輸送する。
ヒトの精巣上体（長さ約5から6 センチメートル）は三角錐体形を呈し、頭部、体部、尾部に区分され、精巣の上端から後縁にかけて密接する。尾部の末端で精管と連絡する。運動性を持たない未成熟な状態で精巣から運ばれて、隣接する精巣上体（副睾丸）下部の少量の液体中に蓄えられ、そこで成熟しつつ射精の瞬間を待っている。ウマ、ブタ、イヌでは精巣上体の頭部から尾部の区分は不明瞭である。